# Rhys Browne
Stephen Rhys Browne (Romford, 16 novembre 1995) è un calciatore antiguo-barbudano con cittadinanza britannica, attaccante del Barnet e della nazionale antiguo-barbudana.

## Biografia
Suo padre Steve è a sua volta stato un calciatore professionista.

## Carriera

### Club
Dal 2012 al 2014 ha giocato nelle giovanili del Norwich City, con cui nella stagione 2012-2013 ha anche vinto una FA Youth Cup. Nella stagione 2014-2015 ha invece giocato nelle giovanili del Charlton, che per un breve periodo durante l'annata in questione l'ha anche ceduto in prestito al VCD Athletic, club di Isthmian League (settima divisione inglese). Nell'estate del 2015, rimasto svincolato dal Charlton, a seguito di un positivo provino si è accasato in National League (quinta divisione e più alto livello calcistico inglese al di fuori della Football League) all'Aldershot Town; durante la sua militanza con gli Shots segna in totale 6 reti in 37 partite di campionato, venendo a fine stagione ceduto al Grimsby Town, club di Football League Two (quarta divisione), con cui l'attaccante firma un contratto biennale; dopo 5 partite di campionato senza reti segnate (più ulteriori 3 presenze totali fra FA Cup, Coppa di Lega e Football League Trophy), il 12 gennaio 2017 viene ceduto in prestito fino a fine stagione al Macclesfield Town, club di National League, con cui nel resto della stagione mette a segno 4 reti in 7 presenze in FA Trophy e 2 reti in 17 partite in campionato.
Il 16 giugno 2017, dopo essere inizialmente rientrato per fine prestito al Grimsby Town, viene ceduto allo Yeovil Town, altro club di quarta divisione, con cui firma un contratto biennale. Nella stagione 2017-2018 gioca frequentemente da titolare con i Glovers, andando in rete per 4 volte in 35 incontri di campionato disputati (ai quali aggiunge anche 2 reti in complessive 7 presenze spalmate fra le varie coppe nazionali), mentre nella stagione 2018-2019, che il club conclude con una retrocessione in quinta divisione, il suo impiego è fortemente condizionato da un infortunio ad un tendine di un ginocchio, e anche per questo motivo non supera le 28 presenze stagionali in campionato, con una sola rete segnata (più ulteriori 2 presenze senza gol nelle coppe nazionali). Al termine della stagione lo Yeovil Town non rinnova il suo contratto in scadenza, lasciandolo svincolare. Il 27 giugno 2019 dopo aver superato positivamente un provino firma un contratto annuale con il Port Vale, altro club di quarta divisione, dove ritrova in panchina John Askey, suo ex allenatore al Macclesfield Town. Con i Valiants gioca in totale 15 partite ufficiali (11 in campionato, una in FA Cup e 3 nel Football League Trophy), segnando una sola rete (nel Football League Trophy); a fine stagione firma inizialmente un contratto anche per la stagione 2020-2021, che però il 29 agosto 2020 viene rescisso su sua esplicita richiesta per dei suoi problemi familiari.
Il 23 dicembre 2020, dopo alcuni mesi di inattività, Browne si accasa in quinta divisione al Wealdstone; gioca la sua unica partita ufficiale per il club il 26 dicembre 2020, dal momento che già il 6 gennaio 2021 viene ceduto al Sutton Utd, altro club londinese militante in quinta divisione, con il quale nel resto della stagione gioca 12 partite in campionato (competizione che il club vince, venendo così promosso per la prima volta nella sua storia nella Football League) e 2 partite in FA Trophy, senza però mai segnare alcun gol. A fine anno fa ritorno al Wealdstone, con cui nella stagione 2021-2022 realizza 6 reti in 29 presenze in quinta divisione. Il 14 ottobre 2022, dopo aver iniziato la stagione 2022-2023 con 7 reti in 13 presenze, viene ceduto al Woking, sempre in quinta divisione.

### Nazionale
Il 10 giugno 2015 ha esordito in nazionale, subentrando dalla panchina in una partita di qualificazione ai Mondiali 2018 contro Saint Lucia.

## Statistiche

### Cronologia presenze e reti in nazionale
| Cronologia completa delle presenze e delle reti in nazionale ― Antigua e Barbuda | Cronologia completa delle presenze e delle reti in nazionale ― Antigua e Barbuda | Cronologia completa delle presenze e delle reti in nazionale ― Antigua e Barbuda | Cronologia completa delle presenze e delle reti in nazionale ― Antigua e Barbuda | Cronologia completa delle presenze e delle reti in nazionale ― Antigua e Barbuda | Cronologia completa delle presenze e delle reti in nazionale ― Antigua e Barbuda | Cronologia completa delle presenze e delle reti in nazionale ― Antigua e Barbuda | Cronologia completa delle presenze e delle reti in nazionale ― Antigua e Barbuda |
| Data                                                                             | Città                                                                            | In casa                                                                          | Risultato                                                                        | Ospiti                                                                           | Competizione                                                                     | Reti                                                                             | Note                                                                             |
| -------------------------------------------------------------------------------- | -------------------------------------------------------------------------------- | -------------------------------------------------------------------------------- | -------------------------------------------------------------------------------- | -------------------------------------------------------------------------------- | -------------------------------------------------------------------------------- | -------------------------------------------------------------------------------- | -------------------------------------------------------------------------------- |
| 10-6-2015                                                                        | Saint John's                                                                     | Antigua e Barbuda                                                                | 1 – 3                                                                            | Saint Lucia                                                                      | Qual. Mondiali 2018                                                              | -                                                                                | 62’                                                                              |
| 14-6-2015                                                                        | Saint John's                                                                     | Saint Lucia                                                                      | 1 – 4                                                                            | Antigua e Barbuda                                                                | Qual. Mondiali 2018                                                              | -                                                                                | 12’ 45’                                                                          |
| 23-3-2016                                                                        | Saint John's                                                                     | Antigua e Barbuda                                                                | 2 – 1                                                                            | Aruba                                                                            | QCoppa Caraibi                                                                   | -                                                                                | 47’                                                                              |
| 29-3-2016                                                                        | Basseterre                                                                       | Saint Kitts e Nevis                                                              | 1 – 0                                                                            | Antigua e Barbuda                                                                | QCoppa Caraibi                                                                   | -                                                                                |                                                                                  |
| 5-10-2016                                                                        | Willemstad                                                                       | Curaçao                                                                          | 3 – 0                                                                            | Antigua e Barbuda                                                                | QCoppa Caraibi                                                                   | -                                                                                | 70’                                                                              |
| 8-10-2016                                                                        | Saint John's                                                                     | Antigua e Barbuda                                                                | 2 – 0                                                                            | Porto Rico                                                                       | QCoppa Caraibi                                                                   | -                                                                                | 82’                                                                              |
| Totale                                                                           |                                                                                  | Presenze                                                                         | 6                                                                                |                                                                                  | Reti                                                                             | 0                                                                                |                                                                                  |

## Palmarès

### Club

#### Competizioni giovanili
- FA Youth Cup: 1

Norwich City: 2012-2013

#### Competizioni nazionali
- National League: 2

Sutton United: 2020-2021
Barnet: 2024-2025